# Mohammad Qurban Hagjo
Mohammad Qurban Hagjo ist ein afghanischer Diplomat.

## Leben
Hagjo besitzt einen Master in internationalen Beziehungen der Geneva School of Diplomacy, einen MBA der University of Northwest und einen Bachelor in Rechts- und Politikwissenschaften der Balkh University. Hagjo arbeitete über sieben Jahre als Präsident der afghanischen Handelskammer und Präsident der Afghanistan Investment Support Agency. Im Jahr 2016 wurde er dann stellvertretender Handelsminister seines Landes. Nachdem Afghanistan am 29. Juli 2016 der Welthandelsorganisation (WTO) beitrat, wurde er im April 2017 der erste Ständige Vertreter seines Landes bei der WTO. In dieser Funktion war er 2018 Vorsitzender der Arbeitsgruppe für Handel, Schulden und Finanzen. Sein Nachfolger im Amt des Ständigen Vertreters ist seit dem 28. Dezember 2020 Sayed Ramin Ziwary.